# Subprefectura de Ermelino Matarazzo
La subprefectura de Ermelino Matarazzo es una de las 32 subprefecturas de la ciudad de São Paulo, siendo regida por la Ley Nº 13,999 del 1 de agosto del 2002.
Está conformada por dos distritos: Ermelino Matarazzo y Ponte Rasa que sumados representan un área de 15,1 kilómetros cuadrados y una población de 204,315 habitantes.